# Misguided Missile
Misguided Missile ou Um Seguro Furado foi o 84º episódio e o 1º da temporada de 1958 da série Woody Woodpecker.

## Enredo
Pica-Pau estava bicando migalhas numa praça quando decide ver os classificados de um jornal. Ele, então, opta pelo emprego mais fácil: vender seguros de porta em porta. Designado para cobrir os bairros de baixa renda, vai até a casa de Dooley, que não aceita receber seguro de ninguém. Só após sofrer vários acidentes (ser esmagado por um cofre, ser atropelado por um bonde, cair numa impressora de jornal, levar uma descarga elétrica, um coice, ser mordido por um cachorro e quase virar comida de crocodilo) é que o vigarista decide ficar com a apólice, mas não a assina e expulsa o Pica-Pau, que pede a Dooley para ler a última linha, que diz que ele não estaria segurado caso fosse atingido por um míssil teleguiado.
O pássaro, então, lança um míssil em direção à casa de Dooley, que tenta fugir a qualquer custo. Ao entrar num caminhão de mudanças, o míssil explode e o vigarista fica no hospital. Quando a enfermeira entregava o lanche, ele pensa que o barulho da torradeira era do míssil e pula a janela. O Pica-Pau entrega a apólice e Dooley assina, pensando que estaria segurado, mas o pássaro pede outra vez para ler a última linha. Ao perceber que não estaria segurado ao saltar da janela, fica desesperado. No final, o Pica-Pau dá sua risada de sorte e quase cai.